# Polo sud

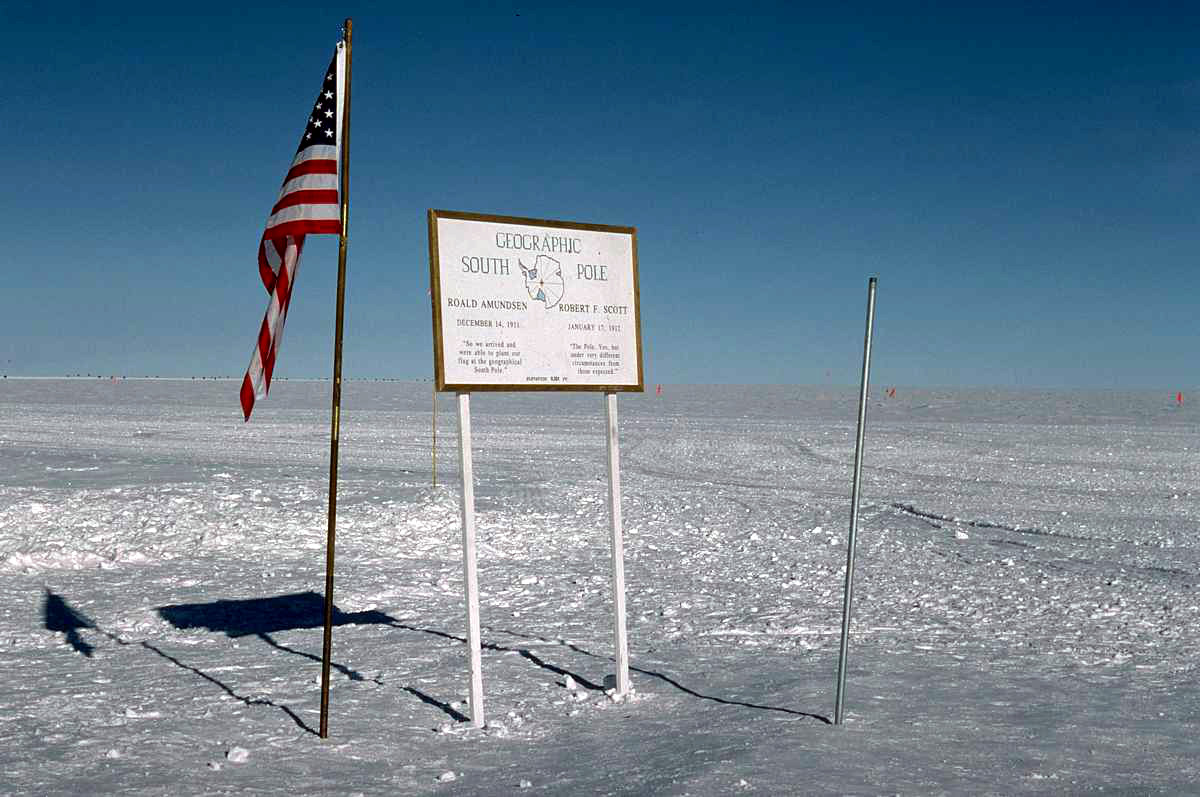
L'asticella metallica rappresenta la collocazione esatta del polo sud geografico

Il polo sud geografico è l'estremo punto meridionale dell'asse terrestre, opposto al polo nord. Si localizza alla latitudine di 90° S, dove convergono tutti i meridiani ed è definito come il luogo in cui l'asse di rotazione terrestre interseca la superficie e sono applicabili le stesse osservazioni per il polo nord. Altri "poli sud" includono il Polo Sud Cerimoniale, il Polo Sud Magnetico, il Polo Sud Geomagnetico, e il Polo Sud dell'inaccessibilità. A volte nel linguaggio parlato non scientifico si fa erroneamente riferimento al Polo Sud per riferirsi all'intero continente Antartico.  L'inverno del 2021 è stato il più freddo mai registrato al Polo Sud.

## Descrizione

### Polo sud geografico

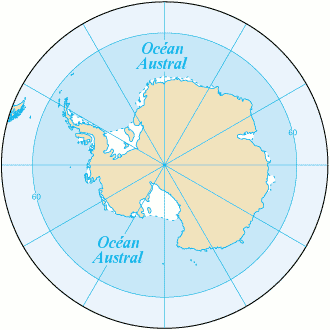
Polo sud

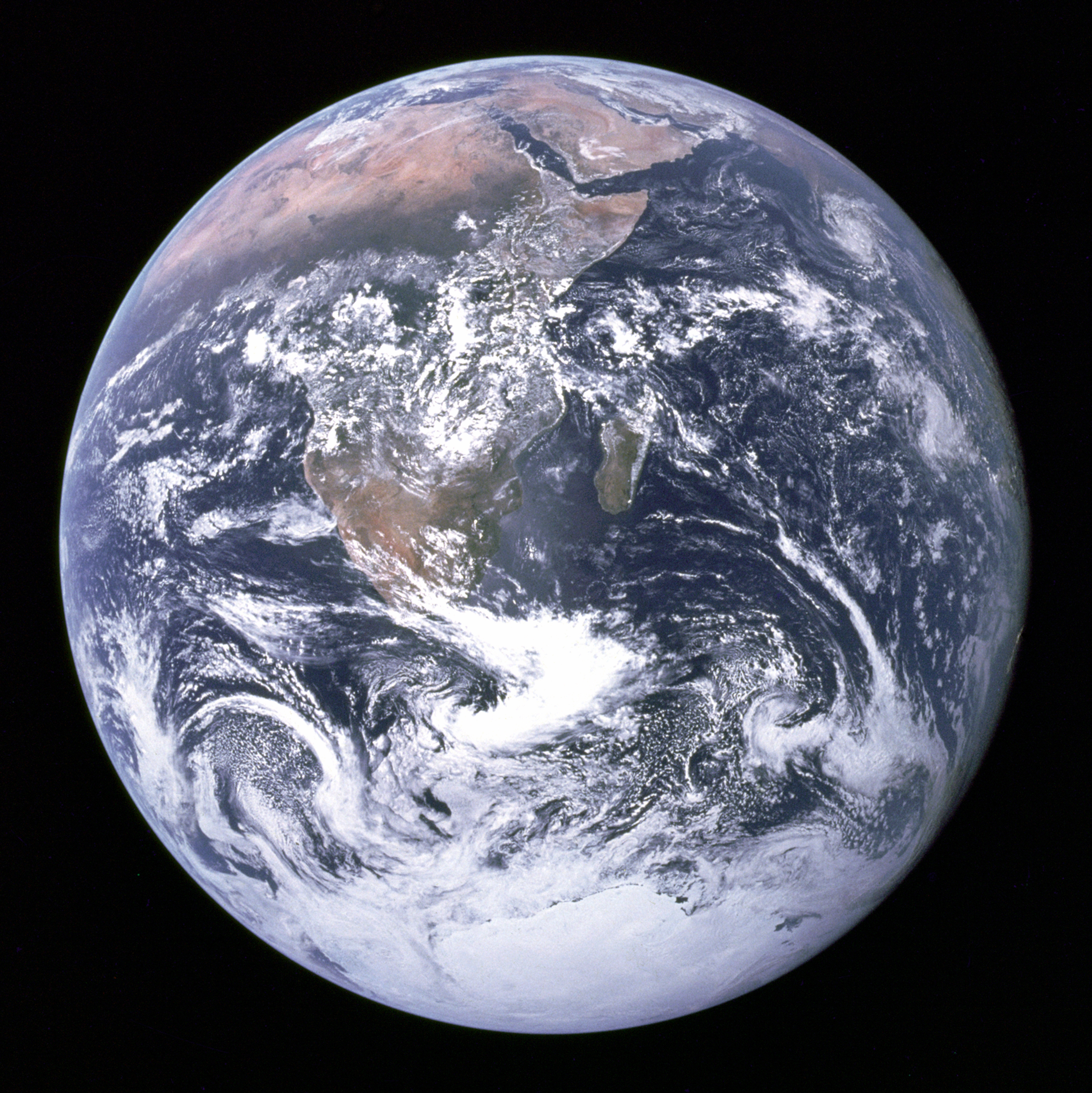
Foto NASA dell'Antartide

Il polo sud geografico è definito come uno dei due punti in cui l'asse di rotazione della Terra si interseca con la superficie del pianeta (l'altro punto è il polo nord geografico). Tuttavia, l'asse di rotazione terrestre è soggetto a modifiche, pertanto tale definizione non è completamente accurata anche se sempre riferita ad un punto specifico. Il punto di proiezione geografico del polo sud sulla sfera celeste dà luogo al polo sud celeste.
Il Polo Sud si trova a circa 2600 km dal polo sud magnetico ed è situato su un altopiano piatto, ghiacciato e ventoso, a 2835 m d'altitudine sul livello del mare. Si stima che lo spessore dello strato di ghiaccio sul polo sud sia di circa 2700 m, pertanto, in quel punto, il suolo della terra è prossimo al livello del mare. L'esploratore norvegese Roald Amundsen divenne il primo essere umano a raggiungere questa regione il 14 dicembre 1911. 
La massa dei ghiacci polari si muove di circa 10 metri l'anno, così l'esatta posizione del polo sud sullo strato di ghiaccio cambia gradualmente nel tempo. Il marcatore del polo sud è riposizionato ogni anno per tener conto di questo spostamento.
Senza considerare le Isole Sandwich Australi, il paese più vicino al polo sud è il Cile (posto a 3718 km di distanza). La città più vicina è Ushuaia, che si trova in Argentina (a 3910 km di distanza) e il villaggio più vicino è Puerto Williams, Cile (a 3895 km). La base di ricerca scientifica Amundsen-Scott, appartenente agli Stati Uniti, si trova praticamente nel polo sud geografico (a 89°59'51" di latitudine sud, posta circa a 270 m). La distanza tra il polo nord e il polo sud geografici (secondo la curvatura della terra) è di circa 20000 km.

### Polo sud dell'inaccessibilità
Il polo sud dell'inaccessibilità è il punto del continente antartico posto più lontano dalla costa dell'Oceano antartico, ed è più difficoltoso accedervi.
Si trova a 85°50′S 65°47′E. La prima spedizione che raggiunse questa regione fu la 3ª Spedizione Sovietica Antartica il 14 dicembre 1958 guidata da Evgenij Ivanovič Tolstikov. La spedizione vi istituì una base temporanea, la base Poljus Nedostupnosti. Nel cammino verso il Polo la spedizione alle coordinate 78°24′S 87°32′E istituì un'altra stazione, Sovetskaja, che esistette tra il 16 febbraio 1958 e il 3 gennaio 1959.

### Clima
Nel corso dell'inverno australe il polo sud non riceve alcuna luce del sole e, in estate, il sole è tutto il tempo in una posizione bassa nel cielo sopra l'orizzonte. Molta della luce solare che raggiunge la superficie viene riflessa dallo strato di neve. La mancanza di calore diretto dal Sole, combinato con l'elevata altitudine (intorno ai 2800 m sul livello del mare) fa sì che nel polo sud si registri uno dei climi più rigidi di tutto il pianeta. Le temperature al polo sud sono molto più basse rispetto a quelle del polo nord, in primo luogo per via dell'altitudine a cui si trova il polo sud, rispetto al polo nord che è posto a livello del mare, e in secondo luogo perché privo di una "riserva di calore" qual è il Mar Glaciale Artico per il polo nord.
Verso metà estate il sole raggiunge la sua massima elevazione a circa 23,5°, e le temperature sono mediamente intorno ai −25 °C circa. Come il periodo di luce (che dura intorno ai sei mesi) va terminando e il sole scende, le temperature vicine al tramonto (verso fine marzo e fine settembre) possono toccare circa i −45 °C. In inverno la temperatura mediamente è intorno −63 °C (vedi tabella in basso). La temperatura più elevata registrata presso la Base Amundsen-Scott è stata di −14 °C, e la più bassa di −83 °C. Questa, tuttavia non è la temperatura più bassa mai registrata sul pianeta, il cui record venne registrato nella Base Vostok: −89,6 °C (−129,28 °F.).
Sebbene il polo sud abbia un clima desertico, pressoché senza precipitazioni, forti venti possono, tuttavia, causare fenomeni di neve.
Temperature medie mensili e precipitazioni (Celsius, millimetri) nel polo sud, Antartide
| Mese                         | Gen | Feb | Mar | Apr | Mag | Giu | Lug | Ago | Set | Ott | Nov | Dic | Anno |
| ---------------------------- | --- | --- | --- | --- | --- | --- | --- | --- | --- | --- | --- | --- | ---- |
| Temperatura media massima °C | −25 | −37 | −50 | −52 | −53 | −55 | −55 | −55 | −55 | −47 | −36 | −26 | −45  |
| Temperatura media minima °C  | −28 | −42 | −56 | −60 | −61 | −61 | −63 | −62 | −62 | −53 | −39 | −28 | −51  |
| Precipitazioni in millimetri | —   | —   | —   | —   | —   | —   | —   | —   | —   | —   | —   | —   | 2,5  |

## Esplorazione

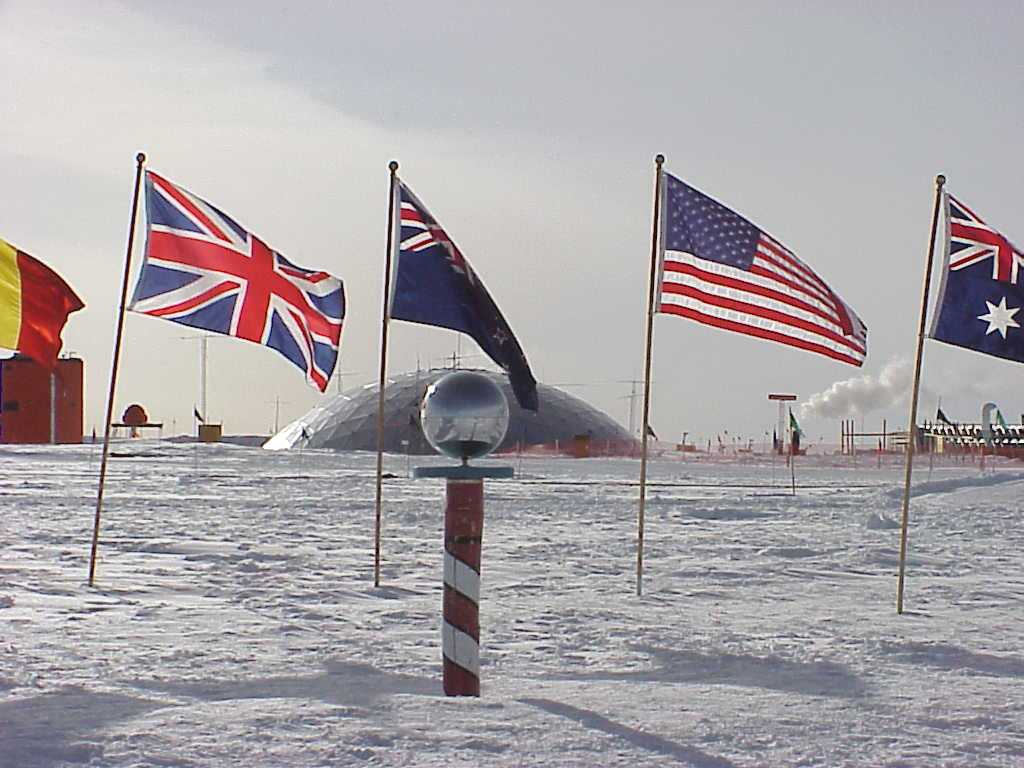
Il polo sud cerimoniale, circondato dalle bandiere degli stati aderenti al Trattato Antartico

A raggiungere per primo il polo sud fu, il 14 dicembre 1911, l'esploratore norvegese Roald Amundsen insieme ai membri della sua spedizione. L'avversario di Amundsen, Robert Falcon Scott, raggiunse il polo un mese dopo. Nella marcia di rientro Scott e i suoi compagni di spedizione persero la vita.
Vi sono state numerose spedizioni successive, tra le altre vi furono quelle guidate da: Roald Amundsen, Shackleton, Hillary, Fuchs, Havola, Crary, Fiennes. Il 29 novembre 1929 l'ammiraglio statunitense Richard Byrd e il suo co-pilota Bernt Balchen furono i primi a sorvolare il polo sud.
Al polo sud si trova la Amundsen-Scott South Pole Station, costruita nel 1958 in occasione dell'Anno Internazionale della Geofisica e abitata tutto l'anno da ricercatori e personale di supporto.
Nel dicembre 2016 la base è stata meta di una spedizione che tra i membri contava Buzz Aldrin (secondo uomo sulla Luna). Questi, con i suoi 86 anni, è la persona più anziana ad aver raggiunto il Polo Sud.
Il 6 gennaio 2011, Barbara Hillary, un'infermiera, oratrice, viaggiatrice ed esploratrice statunitense, all'età di 79 anni, diventò la prima donna afroamericana a raggiungere il Polo Sud.